# Venonia micans
Venonia micans är en spindelart som först beskrevs av Simon 1898.  Venonia micans ingår i släktet Venonia och familjen vargspindlar. Inga underarter finns listade.